# اسخینگن
اسکینگن (به هلندی: Schingen) یک منطقهٔ مسکونی در هلند است که در منامرادیل واقع شده‌است. اسکینگن ۱۱۵ نفر جمعیت دارد.